# Alfardón

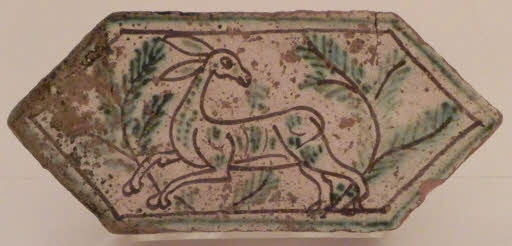
Alfardón. Loza decorada en técnica verde y manganeso. Museo de Cerámica de Barcelona.

Alfardón es un azulejo hexagonal alargado, con su parte central rectangular. Su uso fue frecuente en el revestimiento de fachadas de la arquitectura mudéjar y más específicamente en solerías de tradición morisca.

## Etimología
La voz fue recogida por primera vez en el diccionario de autoridades en el año 1726. El DRAE propone dos etimologías: probablemente del árabe al-fara» ("el impar"), y con menor certeza del árabe hispano «alḥarḍún», y este del árabe clásico «ḥirḏawn» ("lagarto"). Otros manuales lo relacionan con la voz árabe «al-fard» ("escudo").

## Lenguaje geométrico
El alfardón, como tal pieza hexagonal, suele presentarse combinado con pequeñas baldosas cuadradas como pequeñas olambrillas, nombradas en algunos manuales “chillas”.) con los que forma imaginativos juegos octogonales; así puede verse en algunos suelos de muy diversos edificios en la península ibérica, como por ejemplo el Palacio de la Aljafería de Zaragoza o en algunas estancias del monasterio de Vall de Crist en Altura (Castellón).
También es habitual en las techumbres de madera decorando alfarjes con los típicos juegos de “chillas” y alfardones.